# Alejandro Gómez (baloncestista)
Alejandro Gómez Girón, (nacido el 20 de julio de 1972 en Barcelona, Cataluña) es un exjugador de baloncesto español. Con 2.04 metros de estatura, jugaba en la posición de ala-pívot.

## Trayectoria
- Bàsquet Manresa (1992-1993)
- Bàsquet Club Andorra (1993-1995)
- Bilbao Patronato (1995-1996)
- CB Aliguer  (1996-1997)
- Oliveirense (1997-1999)
- Virtus Ragusa  (1999)
- Roseto Basket (1999-2000)
- CB Canarias (2000)
- Cantabria Lobos (2000-2003)
- Teramo Basket (2003-2004)
- UB La Palma (2004)
- Basket Livorno (2005-2006)
- RB Montecatini (2007-2008)
- NSB Rieti (2008)
- Pallalcesto Udine (2009)